# Thomas Pluch
Thomas Pluch (* 25. Juli 1934 in Klagenfurt; † 21. Mai 1992 in Wien) war ein österreichischer Autor und Journalist.

## Leben
Pluch schloss sein Studium der Germanistik und Zeitungswissenschaften an der Universität Wien 1957 mit einer Dissertation über die Kärntner Volksabstimmung von 1920 ab; daneben war er seit 1952 als freier Theaterautor und Journalist in Wien tätig.
Seit 1960 arbeitete Pluch zuerst als Redakteur, später als stellvertretender Chefredakteur der Wiener Zeitung und baute als solcher ab 1983 deren Feuilletonbeilage „Extra“ auf. Auch die zeitweilige Sonderbeilage „Lesezirkel“ verdankt sich seiner Initiative. 
Neben seiner journalistischen Tätigkeit blieb Pluch aber auch weiterhin schriftstellerisch tätig, nun vor allem als Drehbuchautor fürs Fernsehen („Der Aufstand“ zum Ungarnaufstand 1956, „Feuer!“ zur Revolution 1848 mit Christoph Waltz und Kurt Weinzierl, „Ach, Himmel es ist verspielt!“ zu Andreas Hofer ebenfalls mit Kurt Weinzierl). Sein bekanntestes Werk war das mehrteilige Dokumentarspiel „Das Dorf an der Grenze“.
Pluch starb unter dramatischen Umständen. Unmittelbar nach der Romyverleihung brach er auf Grund eines Gehirnschlages zusammen. Pluch war mit der Schriftstellerin Erika Molny verheiratet. Seine Tochter Agnes Pluch ist ebenfalls Drehbuchautorin. Zu seinem Andenken wurde der Thomas-Pluch-Drehbuchpreis gestiftet, der jährlich vom Drehbuchforum Wien vergeben wird.
Thomas Pluch war ab 1974 Mitglied der Freimaurerloge Libertas und 1976 Gründungsmitglied der Loge Zur Bruderkette.

## Auszeichnungen
- 1992 Romy in der Kategorie Bestes Buch

## Werke
Der Doppelnachlass Erika Molny-Pluch / Thomas Pluch wird in der Handschriftensammlung der Wienbibliothek im Rathaus aufbewahrt.
Eigenständige Veröffentlichungen
- Das Kärntner Plebiszit des Jahres 1920. Die öffentliche Meinung Kärntens nach dem Ersten Weltkrieg, untersucht im Hinblick auf die Alternative des Plebiszites vom 10. Oktober 1920. Hochschulschrift, Universität Wien 1957.
- Hans Gyr. Schauspiel in 3 Akten. Universal Edition, Wien 1963.
- Der Unfall. Schauspiel in drei Akten. Universal Edition, Wien 1966.
- Ach Himmel, es ist verspielt. Die Geschichte des Andrä Hofer. Koska Verlag, Wien/Berlin 1975.
- Feuer! Fernsehspiel nach historischen Motiven aus dem Revolutionsjahr 1848. Residenz-Verlag, Salzburg 1979, ISBN 3-7017-0230-6.
- Das Dorf an der Grenze. Zur Geschichte des zweisprachigen Kärntens. Koska Verlag, Wien/Berlin 1979.
- Das Dorf an der Grenze. Die Schicksale von Kärntnern beider Sprachgruppen 1920–1976. Filmprosa. Österreichischer Bundesverlag, Wien 1983, ISBN 3-215-05180-X (Inhaltsverzeichnis).
- Großer Bruder Fernsehen. Die elektronische Kulturrevolution. Österreichischer Bundesverlag, Wien 1984, ISBN 3-215-05119-2 (Inhaltsverzeichnis).
- Der Aufstand. Wien im Feuerschein der ungarischen Revolution. Filmprosa. Österreichischer Bundesverlag, Wien 1986, ISBN 3-215-06229-1 (Inhaltsverzeichnis).
- Nicht von dieser Welt. Erotische und andere Verhältnisse. Erzählungen und Betrachtungen nebst einer Bildgeschichte. Verlag der österreichischen Staatsdruckerei, Wien 1989, ISBN 3-7046-0145-4.

Sonstige Veröffentlichungen
- Mit Erika Molny: Der liebe Gott des Waldviertels. Waldviertler Geschichten von Erika Molny und eine Bildgeschichte von Thomas Pluch. Verlag der Österreichischen Staatsdruckerei, Wien 1986, ISBN 3-7046-0052-0.
- Modelfall Kärnten. In: Anton Pelinka, Erika Weinzierl (Hrsg.): Das große Tabu. Österreichs Umgang mit seiner Vergangenheit. Verlag der Österreichischen Staatsdruckerei, Wien 1987, ISBN 3-7046-0067-9;
2. Auflage: Verlag Österreich, Wien 1997, ISBN 3-7046-1094-1.
- Mit Erika Molny: Lese aus ihrer Arbeit. Hrsg. und kommentiert von Werner Schneyder. Verlag der Österreichischen Staatsdruckerei, Wien 1993, ISBN 3-7046-0376-7.